# Lepiota rubella
Lepiota rubella är en svampart som beskrevs av Bres. 1890. Lepiota rubella ingår i släktet Lepiota och familjen Agaricaceae.   Inga underarter finns listade i Catalogue of Life.